# Cesare Candi
Pour les articles homonymes, voir Candi.
Cesare Candi (Minerbio, près de Bologne, 5 mars 1869 – Gênes, 29 septembre 1947) est un luthier Italien, facteur de violons, mandolines, guitares et autres instruments à cordes.

## Parcours
En 1884, après la mort de son père, il travaille avec son frère Oreste Candi (1865–1938) dans l'atelier de Raffaele Fiorini à Bologne. Vers 1888, il rejoint de nouveau son frère, qui travaille alors pour Fratelli Barberis, un atelier situé  à Gênes, fabricant mandolines et guitares. Cesare met en place sur sa propre affaire autour de 1892 et, plus tard, commence à fabriquer des violons, probablement après avoir appris de deux luthiers génois : Eugenio Praga (1847-1901) et Enrico Rocca (1847-1915).
Le style de Candi, qui a subi de légers mais significatifs changements au cours de sa longue carrière, est facilement reconnaissable. Son travail est propre, bien que parfois un peu « froid ». 
Il utilise une technique très personnelle de construction qu'il a plus tard, transmis à ses nombreux élèves. 
Un aspect inhabituel de sa technique de lutherie est l'utilisation de garnitures de coupe à partir d'une seule pièce de bois (comme une guitare) qui passent sur les blocs. 
La [canalisation ?] est toujours très profonde et marquée – parfois même exagéré. Le vernis est généralement de couleur or-jaune ou en rouge-orange et de consistance variable. Il a utilisé deux étiquettes différentes au cours de sa carrière et une marque : « c. candi genova » se trouvant habituellement à l'intérieur de l'instrument. Il a fait de nombreux instruments marquetés minutieusement (violons, guitares, violes d'amour, etc.) avec une grande habileté technique et goût ; ceux-ci ont été plus appréciés par les collectionneurs, que des instrumentistes. 
Il a reçu un prix lors des expositions de Milan (1906), Bologne (1907) et de Crémone (1937). À l'occasion des célébrations Stradivarius en 1937, il a restauré le « Il Cannone » de Paganini.
Candi laisse une empreinte indélébile à la fois sur les professionnels et les amateurs du XXe siècle de la lutherie génoise. Les étudiants Cesare Candi comprennent : Paolo Barbieri, Giuseppe Bernardo Lecchi et son petit-fils, Corrado Gritti Candi.
Paolo de Barbieri est entré dans l'atelier  Candi, lorsqu'il avait environ 30 ans, après avoir été marin et soldat. Il a appris la construction de moule externe à partir de Candi, ainsi que l'utilisation de revêtements continus, qu'il employait toute sa vie. Il a fait plus de 360 violons, ainsi que des altos, des violoncelles et des guitares. Dans sa première période, il a utilisé le Strad modèle de son maître, mais plus tard il utilisait un modèle Strad  personnel, avec ouïes étroites et voussures rondes ; mais son principal modèle était le Guarneri del Gesù « Canon », qui depuis Praga avait été une référence stable pour toutes les luthiers génois.
La place de De Barbieri dans l'atelier de Candi a été prise en 1924 par un talentueux jeune ébéniste appelé Giuseppe Bernardo Lecchi (1895–1967), originaire du sud, un village Piémontais. 
Lecchi a trouvé le partenaire idéal pour Candi et a apporté une contribution considérable à sa dernière série d'instruments décorés, la prise en charge des incrustations délicates. Lorsqu'en 1937, il a remporté le premier prix pour un quatuor lors du bicentenaire de l'exposition Stradivarius, à Crémone, Lecchi était à son apogée. Il avait un goût plus « classique » que ceux des autres luthiers génois et sa façon de rendre le modèle Stradivarius était élégant et bien équilibré.La plupart de ses violons ne portent pas les arêtes vives et voussures cohérentes des instruments modernes génois. Lecchi a utilisé la technique de revêtement en continu de Candi seulement au début de sa période ; peu de temps après, il a commencé à faire les intérieurs à la manière traditionnelle, avec mortaises garni ou simplement mis dans les blocs du centre.

## Citation
« Cesare Candi est le plus important luthier génois moderne. Il a été récompensé de plusieurs des prix éminents : 1er prix en 1892 / Expositions de Gênes et Bologne, ainsi que le 1er Prix de la ville de Crémone, 1937. La production de Candi comprend également (approximativement) 100 guitares, 29 luths et 100 mandolines. »

— Gennady Filimonov

## Lien connexe
- Guarnerius « Il Cannone »